# L'ennui est contre-révolutionnaire
« L'ennui est contre-révolutionnaire » fait partie des slogans de Mai 68, car il est repris par Les Enragés en référence aux notions de contre-révolution.

## Origines
Les Enragés est un petit groupe d'agitateurs, créé en février 1968 et mené par des admirateurs du texte de De la misère en milieu étudiant.
Ils ont fait scission de groupes anarchistes pour réjoindre l'Internationale situationniste. Ces étudiants participent à la contestation révolutionnaire à la faculté de Nanterre puis à Paris au cours de Mai 68.
Au démarrage du happening du 22 mars à Nanterre, lancé par les cinq Enragés de cette université mais dont ils s'étaient désolidarisés après vingt minutes, René Riesel avait laissé trois graffitis, « L'ennui est contre-révolutionnaire », « Le savoir n'est pas un bouillon de culture » et « Ne travaillez jamais »,, rendant directement hommage au texte de Mustapha Khayati à Strasbourg, le troisième ayant été inventé par Guy Debord dès 1952 dans une  référence en clin d'œil à une formule d'Arthur Rimbaud,.
En Mai 68, Mustapha Khayati anime avec eux le Conseil pour le maintien des occupations (CMDO) , dès la première occupation, au soir du 13 mai, de la Sorbonne.

## Slogans proches en 1968
Plusieurs slogans proches se font connaitre en Mai 1968, diffusés par la même mouvance de l'IS, qui appelle les jeunes à ne plus s'ennuyer dans des structures bureaucratiques, mais agir dans les conseils ouvriers capables d'améliorer la vie quotidienne: 
- Vivre sans temps mort, jouir sans entraves,  dernière phrase de la brochure de 1966, "De la misère en milieu étudiant";
- Nous ne voulons pas d'un monde où la certitude de ne pas mourir de faim s'échange contre le risque de mourir d'ennui, extraite de l'introduction du Traité de savoir-vivre à l’usage des jeunes générations[4] de Raoul Vaneigem (1967)[5],[6],[7] sur les mures selon un article du Figaro daté du 18 mai 1968[8] et cité dans un article du "Monde" le 31 mai 1968, évoquant par ailleurs Daniel Cohn-Bendit la répétant dix jours plus tôt, mais sans citer l'auteur[9],[10];
- « Le savoir n'est pas un bouillon de culture », également présent dans "De la misère en milieu étudiant";
- « Ne travaillez jamais », lancé par Guy Debord dès 1953.
- Une société qui abolit toute aventure, fait de l'abolition de cette société la seule aventure possible, du situationniste  Raoul Vaneigem[11].

## Influences et inspiration
La formule tire son inspiration de "De la misère en milieu étudiant", titre d'une brochure d'une vingtaine de pages distribuée en novembre 1966 à la quasi-totalité des étudiants de  Strasbourg par la section locale de l'"UNEF, dont des membres de l'Internationale situationniste (IS) avaient pris le  contrôle six mois plus tôt. 
Plusieurs réimpressions sauvages en 1967 lui ont donné une audience vingt fois plus large. Le texte appelle, selon le spécialiste Daniel Guérin, à l'expérience de démocratie directe dans les entreprises qui se concrétise en Mai 68, dont il est considéré comme un bréviaire.
Titrée par Guy Debord et rédigée par le syndicaliste étudiant tunisien Mustapha Khayati, qui veut dissoudre l'UNEF locale, la brochure dénonce toutes les bureaucraties syndicales et politiques, pour proposer aux étudiants de ne plus perdre de temps ni s'ennuyer dans leurs méandres et jeux de pouvoir, et plutôt redonner à l'espoir de révolution une dimension festive réclamée dans la dernière phrase et depuis 1965 par l'IS.
En guise de conclusion, la dernière phrase du texte, « Vivre sans temps mort, jouir sans entraves », commémore la formule « Ne travaillez jamais », lancée dès 1953 par Guy Debord.